# Oleksandr Kolchynskyy
Oleksandr Leonidovych Kolchynskyy (en ukrainien Олександр Леонідович Колчинський ; né le 20 février 1955 à Kiev (république socialiste soviétique d'Ukraine, URSS) et mort le 16 juillet 2002 dans la même ville) est un lutteur soviétique.

## Carrière
Il remporte les médailles d'or olympiques en 1976 et 1980 et un titre mondial en 1978, se classant deuxième en 1975, 1977 et 1979,. La plupart des victoires olympiques ont été remportées par épinglage (en).